# 米歇尔·威廉姆斯 (歌手)
特尼特拉·米歇爾·威廉姆斯（英語：Tenitra Michelle Williams；1979年7月23日—）是美国歌手和演员。她在2000年代以節奏藍調女子组合天命真女的成员一举成名，有史以来最畅销女团之一擁有超過六千萬張唱片，其中超過三千五萬張與包括威廉姆斯在內的三重奏陣容一起售出。
在組合的兩年期間，2001-2003，威廉姆斯發行了她的首張個人專輯“Heart to Yours”（2002年），在美國福音專輯排行榜上名列前茅，成為最好的年度暢銷福音書。同樣在2002年，“Billboard”將威廉姆斯評為年度最佳福音藝術家第五名，她因“最佳福音表演”獲得了MOBO獎。此後，她發行了“你知道嗎?”（2004 年），這讓她獲得了“最佳福音法案”的提名在2004年MOBO獎上。
2006年天命真女解散後，威廉姆斯發行了她的第一張流行專輯—“意外”（2008年）， 這催生了國際排行榜單“We Break the Dawn”和US Dance第一名“The Greatest”。她的第四張錄音室專輯"Journey to Freedom" (2014年) 獲得正面評價並成為她在美國最高的專輯；之前是主打單曲《If We Had Your Eyes》進入美國Adult R&B前20名和Soul Train提名的"Say Yes"，在國際排行榜上名列榜首，並連續七周榮登美國Hot Gospel Songs排行榜。《自由之旅》在第46屆全國有色人種協進會形象獎上獲得“傑出福音專輯（傳統或當代）”提名，並在第30屆年度恆星獎中為威廉姆斯贏得四項提名，贏得音樂錄影帶年度最佳“說是”。
威廉姆斯在電視方面取得了成功，百老匯和西區劇院女演員，獲得了2008年第18屆全國有色人種協進會戲劇獎“最佳女主角 – 公平的提名”。
在《阿依達》（2003年）中首次在百老匯演出，此後她主演了情景喜劇系列《一半和一半》（2006年）和音樂劇《紫色的顏色》（2007年）、《芝加哥》（2009年 - 2010年）、《我丈夫不知道的事》（2011年）和《費拉！》（2013年）。 她是《MTV頂級流行樂隊》的特邀評委，英國"Strictly Come Dancing"第8季的參賽者，並與福音音樂家Deitrick Haddon共同出演了Oxygen真人秀電視連續劇"Fix我的合唱團"。 她贏得了多項獎項和榮譽，包括格萊美獎和荷里活星光大道的明星，作為天命真女的一部分，以及獨奏MOBO獎和恆星獎。

## 生活與事業

### 1979年至1999年：早年生活
特尼特拉·米歇爾·威廉姆斯於 1979 年 7 月 23 日出生於伊利諾伊州羅克福德， to Anita Williams (née Washington) and丹尼士·威廉姆斯三世 (1952年–2020年)。  她有三個兄弟姐妹：同樣是音樂家的哥哥埃倫、姐姐卡梅倫和妹妹丹妮爾。威廉姆斯在七歲時首次亮相音樂劇，在聖保羅基督裡上帝的教會演繹了讚美詩《有福的保證》。她後來在福音團體United Harmony和 Chosen Expression中演唱。
威廉姆斯於1997年畢業於羅克福德奧本中學。畢業後不久，她在伊利諾伊州立大學攻讀刑事司法 學位，但懷疑她的職業能力作為職業歌手。然而，在大學畢業兩年後，她離開去追求音樂事業，作為其他藝術家的伴唱，如莫妮卡。

### 2000年–2003年：突破命運之子、“你的心”和“Aida”
在廣為人知的動亂之後，威廉姆斯與替補舞者法拉·富蘭克林於2000年初正式加入該組合，在沒有通知的情況下取代LeToya Luckett和LaTavia Roberson。 受到樂隊突圍成功的鼓舞，拉克特和羅伯森在1990年代後期都曾試圖與樂隊經理分道揚鑣，聲稱他保留了樂隊不成比例的利潤份額，並且不公平地偏袒了諾爾斯和羅蘭。在威廉姆斯和富蘭克林出現在“Say My Name”的視頻中後，這個問題變得更加突出，這意味著原來的樂隊成員已經被替換了。然而，富蘭克林從組合中消失了五個月後，她在宣傳活動和音樂會期間缺席就證明了這一點。富蘭克林將她的離開歸因於衝突導致團隊中的負面氛圍。在確定了最後的陣容後，三人組錄製了“獨立女性第一部分”，這首歌出現在2000年的電影《查理的天使》的配樂中。它成為了他們迄今為止最好的單曲排行榜，連續11周榮登美國《告示牌百強單曲榜》；成功鞏固了新陣容並讓他們一舉成名。
2001年5月，天命真女發行了組合的第三張錄音室專輯《倖存者》。它在美國《告示牌二百強單曲榜》上首次亮相，銷量為663,000份。《倖存者》在全球已售出超過1000 萬份，其中410萬份僅在美國銷售。專輯的其他熱門單曲是“Bootylicious”和主打曲“Survivor”，後者為組合贏得了格萊美最佳R&B表演獎人聲二重奏的組合。在發行了他們的假期專輯“8 Days of Christmas”後，該組合宣布暫時拆夥以進行個人項目。